# أحسن علي
أحسن علي (بالبنغالية: আহসান আলী) هو طبيب بنغلاديشي، ولد في 1 مايو 1937 في مديرية برهمن‌ بريه ‏ في بنغلاديش، وتوفي في 10 سبتمبر 2019.